# Aspilatopsis gloriola
Aspilatopsis gloriola là một loài bướm đêm trong họ Geometridae.